# مسلم بن الوليد
هو صريع الغواني أبو الوليد مسلم بن الوليد الأنصاري، أحد الشعراء الفلقين المولدين، قال الشعر في صباه ولم يتجاوز به الأمراء والرؤساء مكتفيا بما يناله من قليل العطاء، ثم انقطع إلى يزيد بن مزيد الشيباني قائد هارون الرشيد الذي اتصل به فيما بعد ومدحه ومدح البرامكة وحسن رأيهم فيه. ولما أصبح الحل والعقد بيد ذي الرياستين الفضل بن سهل وزير المأمون في أول خلافته، قربه وأدناه وولاه أعمالا بجرجان، ثم الضياع بأصبهان.
اكتسب من عمله الجديد مئات الألوف وأنفقها في لذاته وشهواته، ولما قتل الفضل لزم منزله ونسك ولم يمدح أحدا حتى مات بجرجان سنة 208 هـ.

## نسبه
أبو الوليد مسلم بن الوليد فارسي الأصل، عربي الولاء؛ جده مولى آل سعد بن زرارة الخزرجي.

## وصلات خارجية
- بوابة الشعراء : ديوان مسلم بن الوليد